# Pidof
pidof je v informatice příkaz unixového operačního systému Linux. Nástroj pidof vypíše identifikátor běžícího procesu nebo procesů (PID). V jiných operačních systémech se často místo pidof používá nástroj pgrep nebo ps. Nástroj pidof je implementován ve stejném programu jako killall5 (linuxový nástroj zastávající funkci killall ze SysV). pidof je obyčejně symbolický odkaz na killall5. Jméno, pod kterým je tento program volán, určuje jeho chování.

## Příklady
```
$ pidof ntpd 
3580 3579
```

```
$ pidof init
1
```